# Rautakirja
Rautakirja var ett finskt handels- och serviceföretag. Företaget har fyra divisioner: pressdistribution, kiosker (R-kioski), bokhandel och biografer. Rautakirja har sin verksamhet i Finland, Estland, Lettland, Litauen och Tjeckien. Det grundades 1910 och har sitt huvudkontor i Vanda utanför Helsingfors. Rautakirja ingår i Sanoma.